# Phobia (film)
Fobia (în engleză Phobia) este un film canadian thriller psihologic din 1980 regizat de John Huston, cu un scenariu scris de Peter Bellwood, Lew Lehman și Jimmy Sangster după o povestire de Ronald Shusett și Gary Sherman. Paul Michael Glaser interpretează rolul unui psihoterapeut experimental, ai cărui pacienți sunt vizați de un ucigaș în serie care se folosește de fobiile acestora.
A avut premiera la Festivalul Internațional de Film de la Veneția, înainte de a fi lansat în Canada de Paramount Pictures la 26 septembrie 1980, când a avut o primire călduță din partea criticii.

## Rezumat
Dr. Peter Ross, un psihiatru, începe o terapie radical nouă pe care o testează pe cinci dintre pacienții săi pentru a-i vindeca de diferitele lor fobii (de înălțime (acrofobie), de locuri aglomerate (agorafobie), de spații închise (claustrofobie), de bărbați (androfobie) și de șerpi (ofidiofobie)). Cu toate acestea, pacienții încep să fie uciși de un atacator necunoscut care folosește metode legate de fobiile lor.

## Distribuție
- Paul Michael Glaser⁠(d) – Dr. Peter Ross
- Susan Hogan – Jenny St. Clair
- John Colicos⁠(d) – inspector Larry Barnes
- David Bolt – Henry Owen
- Patricia Collins – Dr. Alice Toland
- David Eisner⁠(d) – Johnny Venuti
- Lisa Langlois⁠(d) – Laura Adams
- Alexandra Stewart⁠(d) – Barbara Gray
- Robert O'Ree – Bubba King
- Neil Vipond – Dr. Clegg
- Marian Waldman – doamna Casey
- Kenneth Welsh – sergent Joe Wheeler

## Primire
Criticul de film Kevin Thomas de la Los Angeles Times a descris filmul Fobia drept „cel mai prost film regizat vreodată de un câștigător al premiului pentru realizări de o viață al Institutului American de Film”.
Reginald H. Morris⁠(d) a avut o nominalizare la Premiul Genie pentru cea mai bună imagine la cel de-a 2-a ediție a premiilor Genie din 1981.